# 指宿市立北指宿中学校
指宿市立北指宿中学校（いぶすきしりつ きたいぶすきちゅうがっこう）は、鹿児島県指宿市西方にある市立中学校。

## 校区
- 指宿小学校　全域
- 魚見小学校　全域
- 柳田小学校　一部（柳田小の校区は北指宿中・南指宿中学校で分かれている）

## 沿革
- 1947年（昭和22年）4月30日 - 指宿町立柳田小学校の一部を借用し、指宿町立北指宿中学校が設置される[1]。
- 1950年（昭和25年） - 旧制中学の県立指宿中学校跡地に移転[1]。
- 1954年（昭和29年）4月1日 - 指宿町と今和泉村が合併、同時に市制施行し指宿市となったのに伴い、指宿市立北指宿中学校に改称。

## 校則
- 男子生徒は校則により、丸刈り（坊主）となっていたが、2006年（平成18年）9月に頭髪の自由化が試行され、現在は完全に自由になっている。生徒会では、申し送り事項で頭髪の違反がないよう毎年確認をしている。

## 著名な出身者
- 薩洲洋康貴 - 大相撲力士・元幕内